# Tretothorax cleistostoma
Tretothorax cleistostoma is een keversoort uit de familie platsnuitkevers (Salpingidae). De wetenschappelijke naam van de soort werd in 1910 gepubliceerd door Arthur Mills Lea.